# Sarah Wynter
Sarah Wynter (Newcastle, 15 febbraio 1973) è un'attrice australiana.

## Biografia
Figlia del fisico Stuart Wynter e di Hellen Cummings, impiegata alla Family Court of Australia, che lasciò il marito nel 1976 per le continue violenze di quest'ultimo, portando con sé i figli (come narrato nel libro di memorie della Cummings, Blood Vows, 2011).

Sua nonna materna è stata il primo sindaco donna della sua città natale (1974-1984), Newcastle, in Australia.
 Il 13 marzo 1984 suo padre uccise la sua seconda moglie e la sorellastra di Sarah, togliendosi la vita.
Sarah Wynter ha iniziato a recitare all'età di 17 anni. Specializzatasi in ruoli da caratterista, è attiva dalla metà degli anni Novanta e da allora ha preso parte a numerose produzioni, soprattutto televisive.
Si fa notare al grande pubblico per i ruoli ricorrenti di Kate Warner in 25 episodi di 24 (2002-2003); di Rebecca ne La zona morta (2004-2005); di Beth in Windfall (2006) e nei più recenti American Odyssey (2015) e Goliath (2016).

Molte le apparizioni in altre serie televisive statunitensi, tra cui l'episodio pilota di Sex and the City (1998), Person of Interest, Californication, The Good Wife.
Per il ruolo di Kate Warner in 24 è stata candidata allo Screen Actors Guild Award per il miglior cast in una serie drammatica nel 2003.

## Vita privata
Si è sposata a Sydney nel 2005 con l'editore del magazine Details (rivista) Dan Peres; la coppia ha 3 figli.

## Filmografia parziale

### Cinema
- Il sesto giorno (The 6th Day), regia di Roger Spottiswoode (2000)
- Lost Souls - La profezia (Lost Souls), regia di Janusz Kaminski (2000)
- Dysenchanted, regia di Terri Miller (2004) - cortometraggio
- Dead Like Me - La vita dopo la morte (Dead Like Me: Life After Death), regia di Stephen Herek (2009)

### Televisione
- Sex and the City – serie TV, episodio 1x01 (1998)
- 24 – serie TV, 25 episodi (2002-2003)
- The Dead Zone – serie TV, 6 episodi (2004-2005)
- Windfall – serie TV, 13 episodi (2006)
- Damages – serie TV, 3 episodi (2010)
- Person of Interest – serie TV, episodio 1x18 (2012)
- Californication – serie TV, 4 episodi (2013)
- Blue Bloods – serie TV, episodio 3x17 (2013)
- The Good Wife – serie TV, episodio 5x17 (2014)
- American Odyssey – serie TV, 9 episodi (2015)
- Golia (Goliath) – serie TV, 8 episodi (2016)

## Doppiatrici italiane
Nelle versioni in italiano delle opere in cui ha recitato, Sarah Wynter è stata doppiata da:
- Alessandra Korompay in Lost Souls - La profezia, The Dead Zone (st. 3), Goliath
- Francesca Fiorentini in 24, Person of Interest
- Eleonora De Angelis in Californication, American Odyssey
- Alessandra Cassioli in The Dead Zone (ep. 4x01)
- Barbara De Bortoli in Windfall
- Daniela Abbruzzese in Damages
- Cristina Boraschi in White Collar
- Roberta Pellini in Blue Bloods